# よびすて (Sexy Zoneの曲)
「よびすて」は、ポニーキャニオンから2016年10月19日に発売されたSexy Zoneの12作目のシングル。

## 概要
前作「勝利の日まで」から約5ヶ月ぶりのシングル。
表題曲は第67回NHK紅白歌合戦の披露曲。
初回限定盤2種、通常盤、5th Anniversary盤の計4種類で発売。

## チャート成績
初週に11.5万枚を売り上げ、2016年10月31日付のオリコン週間シングルチャートで1位を獲得した。これで連続1位獲得作品数を12作に更新し、デビュー曲からのシングル連続1位獲得作品数記録は歴代6位となった。

## 収録曲

### CD

#### 通常盤・5th Anniversary盤
※は通常盤のみ収録。
1. よびすて [4:54]
作詞：久保田洋司、作曲：RYLL、編曲：CHOKKAKU
2. 君だけFOREVER※ [4:33]
作詞：岩里祐穂、作曲：Filip Lindfors・Scott Effman、編曲：船山基紀・Filip Lindfors
  - 中島健人主演 日本テレビ系スペシャルドラマ『ガードセンター24 広域警備指令室』主題歌
3. キャラメルドリーム※ [3:49]
作詞：miyakei、作曲：原田峻輔・大智、編曲：原田峻輔
4. よびすて -Inst.-
5. 君だけFOREVER -Inst.-※
6. キャラメルドリーム -Inst.-※

#### 初回限定盤A
1. よびすて
2. 君だけFOREVER
3. Like a fighter [3:38]
作詞：Komei Kobayashi、作曲：Samuel Waermo・川口進、編曲：川口進

#### 初回限定盤B
1. よびすて
2. 君だけFOREVER
3. シャンデリア・アベニュー [3:52]
作詞：久保田洋司、作曲：Stephan Elfgren、編曲：生田真心

### DVD

#### 初回限定盤A
1. 「よびすて」Music Clip
2. Making of 「よびすて」

#### 初回限定盤B
1. 料理も英語もできるハイブリッドアイドル誕生!?Sexyエプロン対決 〜料理王は誰だ!〜

## 特典

### 初回限定盤B
- フォトブックレット（16P）

### 通常盤
※初回プレス仕様のみ
- 「よびすて」オリジナルステッカー
- ピクチャーレーベル

### 5th Anniversary盤
- Sexy Zoneメンバーデザインバックジャケット仕様